# جيف جوردن
جيف جوردن (بالإنجليزية: Jeff Jordan) هو لاعب كرة قدم أمريكية أمريكي، ولد في 12 يوليو 1945 في سانت لويس في الولايات المتحدة.

## وصلات خارجية
- جيف جوردن على موقع مرجع كرة القدم المحترفة.كوم (الإنجليزية)
- جيف جوردن على موقع كلية كرة القدم في سبورتس رفرنس.كوم (الإنجليزية)